# Enrique Guitart
Enric Guitart y Matas (Barcelona, 1 de mayo de 1909 - Barcelona, 30 de noviembre de 1999), también conocido artísticamente como Enrique Guitart, fue un actor español que desarrolló su carrera principalmente en Barcelona y Madrid.

## Biografía
Hijo de los actores Enric Guitart i Soldevila y Emília Matas i Najarro, debutó sobre los escenarios a la edad de 6 años en una obra de Josep Maria Folch. Más tarde formaría parte de las compañías de teatro de Enrique Borrás y María Guerrero. El teatro fue el medio en el que más se prodigó, es recordado por haber representado la obra Las manos de Eurídice, de Pedro Bloch, en más de 5000 ocasiones.
Tras la Guerra civil española, alcanzó mayor popularidad gracias al cine, medio en el que destacó por sus interpretaciones en Vidas cruzadas (1942), La mies es mucha (1948) o Don Juan (1950).
En sus últimos años de actividad profesional abandonó el cine y colaboró ocasionalmente en televisión.

## Filmografía (selección)
- El bailarín y el trabajador (1936).
- Rápteme usted (1940).
- Vidas cruzadas (1942).
- Senda ignorada (1946).
- El Marqués de Salamanca (1948).
- La mies es mucha (1949).
- Noventa minutos (1949).
- Don Juan (1950).
- Servicio en la mar (1951).
- El sueño de Andalucía (1951).
- Intriga en el escenario (1953).
- Hermano menor (1953).
- Los atracadores (1962).